# Sieve (rivière)
La Sieve est une rivière toscane (Italie) qui prend sa source dans les Apennins tosco-romagnols, qui traverse le Mugello et le Valdisieve de la Toscane nord-orientale pour rejoindre l'Arno près de Pontassieve, et qui constitue son plus grand apport en eau.

## Cours de la rivière
La Sieve naît sur la commune de Barberino di Mugello, près de Montecuccoli, sur les monts qui séparent le Mugello de la vallée de Bisenzio et traverse les communes suivantes :
- Barberino di Mugello,
- San Piero a Sieve,
- Borgo San Lorenzo,
- Vicchio,
- Dicomano,
- Rufina,
- Pontassieve.

## Sources
- (it) Cet article est partiellement ou en totalité issu de l’article de Wikipédia en italien intitulé « Sieve » (voir la liste des auteurs).